# 그로비냐시

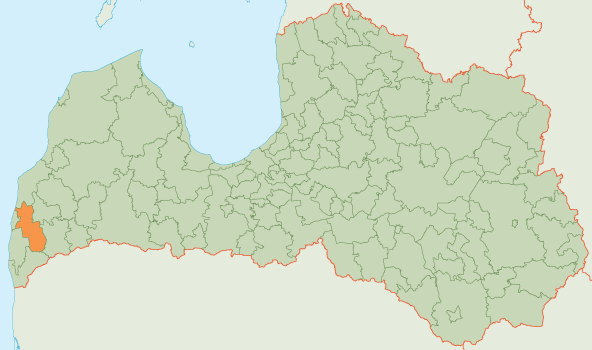
그로비냐 시의 위치

그로비냐시(라트비아어: Grobiņas novads)는 라트비아의 지방 자치체로 행정 중심지는 그로비냐이며 면적은 490.2km2, 인구는 10,220명(2010년 기준), 인구 밀도는 21명/km2이다. 1개 도시, 4개 교구를 관할한다.